# 데미우르고스
데미우르고스(그리스어: δημιουργός, demiurge 만드는 자)는 이 물질 세계를 창조하는 신을 플라톤적 맥락에서 부르는 이름이다. 희랍신화에서는 데미우르고스를 최고신으로 여기고있다. 데미우르고스는 무에서 유를 창조했다고 전해지는 기독교의 창조론과 달리, 창조주가 존재하고있던 질료를 이용하여 세상과 인간을 창조했고, 오로지 영혼만이 데미우르고스에 의해 직접만들어진 순수한 피조물이라고 여겼다. 데미우르고스의 어원은 인민을 뜻하는 그리스어 데미오스(δήμιος )와 일을 뜻하는 에르곤(έργον)에서 왔으며, 한자로는 제작자라는 뜻을 갖고있다.
기독교의 창조론 견해 중, 영지주의의 인간관에 따르면, 참 하나님은 온전한 선이기 때문에 악한 물질세상( 질료 )에 손을 댈 겨를이 없다판단하고있으며, 이에 따라 참 하나님( God )이 조금 더 불완전한 신적존재( divine ) 아이온을 방출하여 세상을 창조했다고 주장한다.
구체적으로는, 방출한 아이온은 차례로 더 불완전하고 사악한 아이온을 방출하게 된다. 그리고 마침내 참 하나님( God )으로부터 너무 많이 멀어져 세상( 질료 )에 손을 댈 수 있을만큼 사악해진 아이온을 데미우르고스라고 부르며, 창조자 하나님을 데미우르고스리고 여긴다.
데미우르고스가 악의 근원이라고 보는 견해도 있고, 단지 불완전한 존재라고 보는 견해도 있다. 이 데미우르고스는 또다른 완전하며 선한 존재와 대비된다. 영지주의에서는 이러한 불완전한 육체의 세계에서 해방되기 위해서는 그노시스적 앎이 필요하다고 주장한다. 예수가 이러한 완전한 존재의 화신이며 영지를 이 세상에 전하기 위해 왔다고 주장한다.